# 마쓰에시
마쓰에시(일본어: 松江市 마쓰에시[*], 문화어: 마쯔에시)은 일본 시마네현 동부에 있는 시로, 시마네현의 현청 소재지이다. 2012년 4월 1일에 특례시로 지정되었다가 2018년 4월 1일에 중핵시로 승격했다.

## 지리
신지호와 나카우미호 사이에 끼인 지역에 있는 도시로 시마네현 동부에 있다. 또 산인 지방의 중앙부에 있어 산인의 중심 도시이기도 하다. 신지호에서 나카우미호로 흘러 들어가는 오하시강에 의해 시가지는 남북으로 이분되어 북쪽은 교호쿠(橋北), 남쪽은 교난(橋南)으로 불리고 있으며 오사카시나 히로시마시 등과 함께 "물의 수도"로 불린다.
교호쿠 지구와 교난 지구는 쇼와 시대 초기까지 마쓰에 대교만으로 연결되어 있었지만 현재는 서쪽부터 순서대로 신지호 대교, 마쓰에 대교, 신대교, 구니비키 대교와 오하시강 하구에 있는 중해 나카우미 대교 등 총 5개의 대교가 놓여 있다.
이외에 시가지의 교통 정체 완화를 목적으로 마쓰에 제5대교의 가교가 건설 중이다.

### 기후
| 마쓰에시의 기후                                              | 마쓰에시의 기후 | 마쓰에시의 기후 | 마쓰에시의 기후 | 마쓰에시의 기후 | 마쓰에시의 기후 | 마쓰에시의 기후 | 마쓰에시의 기후 | 마쓰에시의 기후 | 마쓰에시의 기후 | 마쓰에시의 기후 | 마쓰에시의 기후 | 마쓰에시의 기후 | 마쓰에시의 기후 |
| 월                                                           | 1월             | 2월             | 3월             | 4월             | 5월             | 6월             | 7월             | 8월             | 9월             | 10월            | 11월            | 12월            | 연간            |
| ------------------------------------------------------------ | --------------- | --------------- | --------------- | --------------- | --------------- | --------------- | --------------- | --------------- | --------------- | --------------- | --------------- | --------------- | --------------- |
| 역대 최고 기온 °C (°F)                                       | 20.6 (69.1)     | 24.7 (76.5)     | 26.4 (79.5)     | 30.7 (87.3)     | 32.4 (90.3)     | 35.1 (95.2)     | 37.1 (98.8)     | 38.5 (101.3)    | 36.1 (97.0)     | 32.1 (89.8)     | 27.4 (81.3)     | 23.2 (73.8)     | 38.5 (101.3)    |
| 일평균 최고 기온 °C (°F)                                     | 8.3 (46.9)      | 9.4 (48.9)      | 13.1 (55.6)     | 18.5 (65.3)     | 23.2 (73.8)     | 26.2 (79.2)     | 29.8 (85.6)     | 31.6 (88.9)     | 27.1 (80.8)     | 22.0 (71.6)     | 16.5 (61.7)     | 10.9 (51.6)     | 19.7 (67.5)     |
| 일일 평균 기온 °C (°F)                                       | 4.6 (40.3)      | 5.0 (41.0)      | 8.0 (46.4)      | 13.1 (55.6)     | 18.0 (64.4)     | 21.7 (71.1)     | 25.8 (78.4)     | 27.1 (80.8)     | 22.9 (73.2)     | 17.4 (63.3)     | 12.0 (53.6)     | 7.0 (44.6)      | 15.2 (59.4)     |
| 일평균 최저 기온 °C (°F)                                     | 1.5 (34.7)      | 1.3 (34.3)      | 3.6 (38.5)      | 8.2 (46.8)      | 13.5 (56.3)     | 18.2 (64.8)     | 22.8 (73.0)     | 23.8 (74.8)     | 19.6 (67.3)     | 13.4 (56.1)     | 8.0 (46.4)      | 3.6 (38.5)      | 11.4 (52.5)     |
| 역대 최저 기온 °C (°F)                                       | −6.9 (19.6)     | −8.7 (16.3)     | −4.7 (23.5)     | −2.1 (28.2)     | 2.4 (36.3)      | 7.8 (46.0)      | 12.9 (55.2)     | 15.3 (59.5)     | 7.9 (46.2)      | 1.6 (34.9)      | −2.4 (27.7)     | −7.5 (18.5)     | −8.7 (16.3)     |
| 평균 강수량 mm (인치)                                        | 153.3 (6.04)    | 118.4 (4.66)    | 134.0 (5.28)    | 113.0 (4.45)    | 130.3 (5.13)    | 173.0 (6.81)    | 234.1 (9.22)    | 129.6 (5.10)    | 204.1 (8.04)    | 126.1 (4.96)    | 121.6 (4.79)    | 154.5 (6.08)    | 1,791.9 (70.55) |
| 평균 강설량 cm (인치)                                        | 28 (11)         | 25 (9.8)        | 6 (2.4)         | 0 (0)           | 0 (0)           | 0 (0)           | 0 (0)           | 0 (0)           | 0 (0)           | 0 (0)           | 0 (0)           | 11 (4.3)        | 68 (27)         |
| 평균 강수일수 (≥ 0.5 mm)                                     | 21.1            | 16.9            | 15.0            | 11.6            | 10.4            | 12.0            | 12.7            | 10.6            | 12.6            | 12.0            | 14.9            | 19.8            | 169.7           |
| 평균 강설일수                                                | 18.2            | 14.3            | 6.6             | 0.4             | 0.0             | 0.0             | 0.0             | 0.0             | 0.0             | 0.0             | 0.4             | 9.8             | 50.5            |
| 평균 상대 습도 (%)                                           | 76              | 74              | 72              | 70              | 71              | 78              | 80              | 77              | 79              | 76              | 76              | 76              | 75              |
| 평균 월간 일조시간                                           | 67.4            | 88.6            | 140.5           | 182.4           | 206.5           | 157.1           | 168.6           | 201.0           | 146.2           | 154.4           | 113.8           | 78.8            | 1,705.2         |
| 출처: 일본 기상청 (평년값: 1991년~2020년, 극값: 1940년~현재) |                 |                 |                 |                 |                 |                 |                 |                 |                 |                 |                 |                 |                 |

### 인접한 자치체
- 시마네현
  - 야스기시
  - 야쓰카군
    - 히가시이즈모정

  - 운난시
  - 이즈모시
  - 히카와군
    - 히카와정
- 돗토리현
  - 사카이미나토시

## 역사

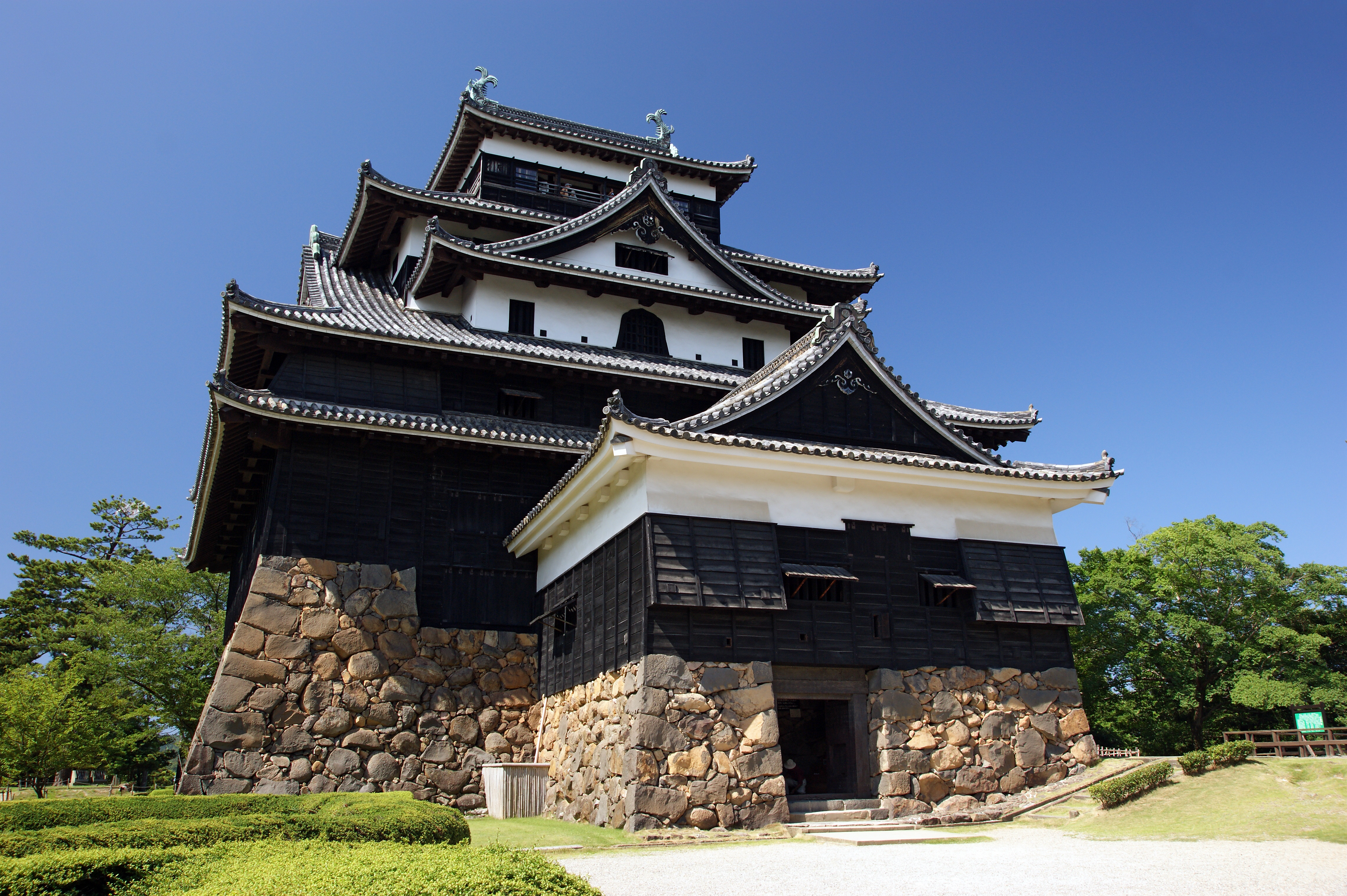
마쓰에성

마쓰에가 성읍도시로 역사에 등장한 것은 1607년 호리오 요시하루(堀尾吉晴)가 이곳에 성을 쌓았을 때부터였다.(성의 완성은 1611년) 그 전까지 다리 북쪽의 스에쓰구(末次) 쪽은 대부분 농촌이었으며 다리 남쪽의 시라가타(白潟)는 어촌이었다. 이보다 더 오래된 나라 시대의 역사서 [이즈모국 풍토기(出雲国風土記)]가 쓰인 시대(733년)에는 현재의 시내 중심부는 “이리우미(入海)”라고 불렸으며 신지코 호수의 일부분이라기보다 당시에는 나카우미 호수 동쪽의 유미가하마 해변도 없었고 오하시강도 더욱 넓었기 때문에 바닷가 일부분이었다고 하는 게 맞는 이야기일 것이다. 당시에는 히이가와강(斐伊川)도 서쪽으로 직접 동해로 흘러들었으며 이 주변에는 충적 작용도 그다지 없었다. 그러나 헤이안 시대 중기를 지나서는 육지가 생겼으며 사람도 살기 시작했다.
북쪽에는 쿠조가의 장원이 있는 스에쓰구장(末次荘)이 만들어졌으며 남쪽의 시라가타에는 어촌이 생겼다. 가마쿠라 시대에는 스에쓰구장에 사사키씨 일족이 스에쓰구성을 쌓았다. 한편 시라가타쿄(白潟郷)도 유명해졌다고 하는데 16세기 말에 중국에서 집필된  [도서편(図書編)]의 일본국 편에는 히라타(平田), 야스기(安来), 미호노세키(美保関) 등과 함께 시라가타라는 지명도 발견된다. 마쓰에라는 이름이 나오는 것은 마쓰에시가 완성될 무렵 호리오 요시하루의 신임이 두터웠던 단노지(지금의 텐린지(天倫寺))의 슌류화상(春龍和尚)이 중국 저장성의 송강부(松江府)와 닮았다 하여 이름 붙였다고 한다.
호리오씨에 이어서 영주로 부임한 교고쿠씨(京極氏) 또한 다스린 기간이 짧았기 때문에 도시로서는 미완성 상태였지만 1638년에 도쿠가와 이에야스의 손자 마쓰다이라 나오마사(松平直政)가 신슈(信州) 마쓰모토(松本)에서 마쓰에로 영지를 옮겨온 이후로 점차 성읍도시의 형태를 갖추어 발전하게 되었다. 1789년의 인구는 3만 1천 명이었다.
당시의 마을 구분은 성과 가까운 도노마치(殿町), 호로마치(母衣町), 기타호리초(北堀町), 우치나카하라초(内中原町), 소토나카하라초(外中原町) 일대를 부케야시키초(武家屋敷, 사무라이 거주 지역)로 삼고 바깥쪽의 차마치교미세(茶町京店), 에쓰구혼마치(末次本町), 덴진마치(天神町), 하치켄야마치(八軒屋町)를 일반인 거주 지역, 그 남쪽을 사이카마치(雑賀町)로 정했고 다리 남쪽 시라가타쿄의 한 구석을 전쟁에 대비하여 외성으로 삼아 방어할 수 있도록 절과 사원을 세워서 데라마치(寺町)라고 불렀다.
현청 주변의 해자는 상당 부분이 메워졌지만 조잔(城山) 주위 및 교바시가와(京橋川)강은 옛날 그대로의 모습을 간직하고 있으며 곳곳에 보이는 시가전을 대비한 가기노테(鍵の手, 갈고리 머리 모양으로 굽어 있어서 기마의 전력질주를 방해하는 모양의 길) 형태의 사거리는 성읍도시의 특색을 잘 나타내고 있다.
- 1889년 4월 1일 - 시제 시행으로 시마네군 일부에 마쓰에시(구제)가 성립하였다.
- 1945년 8월 24일 - 우익 청년들을 중심으로 마쓰에 소요 사건이 일어나 현청을 비롯한 주요 시설이 파괴되거나 손상을 입었다.
- 1951년 3월 - 마쓰에 국제문화관광도시 건설법에 의해 국제문화관광도시로 지정되었다.
- 2005년 3월 31일 - 마쓰에시(구제)·야쓰카군(八束郡) 가시마정(鹿島町)·시마네정(島根町)·미호노세키정(美保関町)·야쿠모촌(八雲村)·다마유정(玉湯町)·신지정(宍道町)·야쓰카정(八束町)·히가시이즈모정(東出雲町) 등 1시 6정 1촌이 합병해 새로운 마쓰에시가 성립했다.

## 교육
- 시마네 대학

## 교통

### 도로
- 산인 자동차도(일본어판)
  - 지쿠야 나들목 - 야다 나들목 - 미쓰에히가시 나들목 - 미쓰에 중앙 나들목 - 미쓰에니시 나들목 - 미쓰에타마쓰쿠리 나들목 - 신지 나들목 - 신지 분기점
- 마쓰에 자동차도(일본어판)
  - 신지 분기점
- 국도 9호선
- 국도 54호선
- 국도 180호선
- 국도 제431호선 (일본)(일본어판)
- 국도 제432호선 (일본)(일본어판)
- 국도 485호선

### 철도
- 서일본 여객철도
  - 산인 본선
    - 히가시마쓰에역 - 마쓰에역 - 노기역 - 다마쓰쿠리온센역 - 기마치역 - 신지역

  - 기스키선
    - 신지역 - 미나미신지역
- 이치바타 전차
  - 기타마쓰에선
    - 쓰노모리역 - 다카노미야역 - 마쓰에 포겔 파크역 - 아이카마치역 - 나가에역 - 아사히가오카역 - 마쓰에 잉글리쉬 가덴역 - 마쓰에신지코온센역

## 인구
| 연도 | 인구    | ±%     |
| ---- | ------- | ------ |
| 1920 | 118,138 | —      |
| 1925 | 122,592 | +3.8%  |
| 1930 | 129,262 | +5.4%  |
| 1935 | 135,250 | +4.6%  |
| 1940 | 134,221 | −0.8%  |
| 1945 | 154,617 | +15.2% |
| 1950 | 159,374 | +3.1%  |

| 연도 | 인구    | ±%    |
| ---- | ------- | ----- |
| 1955 | 166,907 | +4.7% |
| 1960 | 168,375 | +0.9% |
| 1965 | 169,153 | +0.5% |
| 1970 | 175,399 | +3.7% |
| 1975 | 184,157 | +5.0% |
| 1980 | 194,173 | +5.4% |
| 1985 | 201,026 | +3.5% |

| 연도 | 인구    | ±%    |
| ---- | ------- | ----- |
| 1990 | 203,298 | +1.1% |
| 1995 | 206,718 | +1.7% |
| 2000 | 211,564 | +2.3% |
| 2005 | 210,796 | −0.4% |
| 2010 | 207,682 | −1.5% |
| 2015 | 206,230 | −0.7% |
| 2020 | 203,616 | −1.3% |

## 시설·건축물
- 마쓰에성

## 자매 도시
- 일본 효고현 다카라즈카시
- 중국 저장성 항저우시
- 미국 루이지애나주 뉴올리언스
- 아일랜드 더블린주 더블린
- 중국 닝샤 후이족 자치구 인촨시
- 대한민국 경상남도 진주시
- 중국 지린성 지린시